# Trigonospora angustifrons
Trigonospora angustifrons är en kärrbräkenväxtart som beskrevs av Sledge. Trigonospora angustifrons ingår i släktet Trigonospora och familjen Thelypteridaceae. Inga underarter finns listade.